# فابریتسیو بونوکوره
فابریتسیو بونوکوره (ایتالیایی: Fabrizio Buonocore؛ زادهٔ ۲۸ آوریل ۱۹۷۷) بازیکن واترپلو اهل ایتالیا بود. وی در بازی‌های المپیک تابستانی ۲۰۰۴ و ۲۰۰۸ شرکت کرده‌است.